# Snake Bite Love
Snake Bite Love es el decimocuarto álbum de estudio de la banda de rock británica Motörhead. Fue lanzado al mercado el 10 de marzo de 1998 y distribuido por BMG. El álbum fue grabado por la formación de Lemmy, Mikkey Dee y Phil Campbell.

## Lista de canciones
- Todas las canciones compuestas por Lemmy, Phil Campbell y Mikkey Dee,  excepto donde se indique lo contrario.

1. "Love for Sale" – 4:52
2. "Dogs of War" – 3:38
3. "Snake Bite Love" – 3:30
4. "Assassin" – 4:48
5. "Take the Blame" – 4:03
6. "Dead and Gone" – 4:18
7. "Night Side" – 3:37
8. "Don't Lie to Me" (Lemmy) – 3:59
9. "Joy of Labour" – 4:52
10. "Desperate for You" – 3:27
11. "Better off Dead" – 3:42

## Personal
- Lemmy – bajo, voz
- Phil Campbell – guitarra
- Mikkey Dee – batería

- Joe Petagno – diseño portada
- Grabado en The Valley
- Producido por Howard Benson
- Coproducido por Motörhead
- Grabado y mezclado por Mark Dearnley
- Ingenieros asistentes: Chris Morrison y Greg D'Angelo
- Masterizado en Futuredisc por Kris Solem